# Ar-Rahman
Ar-Rahman "O Clemente" (em árabe: سورة الرحمن) é a 55ª sura do Alcorão com 78 ayats. Ela tem o refrão: "Então, qual das mercês o vosso Senhor vos irá negar?"